# Smukkere med tiden
Smukkere med tiden er Lars Lilholt Bands tyvende album og er udgivet i 2008.

## Spor
- Victoria
- Du er min hjertenskær
- Kun en tanke væk
- Freja
- Jeg bliver smukkere med tiden
- Van Gogh
- Vi lever jo i lånte fjer
- Mellem dig og mig
- Den gule mandolin
- Blufærdighedsvej
- Lad trommerne tale
- København brænder
- Gi' mig "whisky in the jar"

## Musikere
- Lars Lilholt
- Gert Vincent
- Tom Bilde
- Klaus Thrane
- Eskild Dohn
- H.C. Röder Nielsen